# Siciliotrichus siculus
Siciliotrichus siculus är en kvalsterart som beskrevs av Bernini 1983. Siciliotrichus siculus ingår i släktet Siciliotrichus och familjen Oribatellidae. Inga underarter finns listade i Catalogue of Life.